# Hienghène
Hienghène ist eine Gemeinde in der Nordprovinz Neukaledoniens. Sie befindet sich in einer Bucht namens Baie Hienghène, die für ihre erodierten Kalksteininseln bekannt ist.
Die Inseln sind Überreste einer Kalkstein- und Kieselsäure-Formation, die vor etwa 40 Millionen Jahren die gesamte Bucht bedeckte. Erosion durch Wind und Wasser hat den weicheren Kalkstein abgetragen und die härtere Kieselsäure in auffälligen Formationen hinterlassen. Einige dieser Formationen wurden mit fantasievollen Namen versehen, wie die Sphinx, die Türme von Notre Dame und die Henne.
Die höchste Erhebung ist der Mont Panié mit 1629 m. An dessen Ostflanke befindet sich der 200 m hohe Wasserfall Cascade de Tao.

## Geschichte
Die Geschichte der Gegend war viele Jahre gekennzeichnet durch eine Konfrontation zwischen den Kanak, die in Hienghène 97 Prozent der Bevölkerung stellen, und den Europäern. Sie begann bereits 1847, als die Kanaken eine katholische Missionsstation plünderten, einen Missionar verspeisten und die anderen ebenfalls töten wollten, bis ihnen noch rechtzeitig bewaffnete Matrosen der Corvette Brillante zu Hilfe kamen. Nachdem die Missionare 1851 zurückgekehrt waren, ließ Häuptling Bouarate 1857 ein Dutzend zum Katholizismus konvertierte Kanaken köpfen. Er wurde daraufhin nach Tahiti deportiert, Die Konfrontationen reichten bis 1984, als weiße Siedler rund zehn militante Kanaken aus dem Hinterhalt erschossen. Hienghène ist der Heimatort des ermordeten Unabhängigkeitskämpfers Jean-Marie Tjibaou, der hier Bürgermeister war.

## Bevölkerung
| Bevölkerungsentwicklung in Hienghène | Bevölkerungsentwicklung in Hienghène | Bevölkerungsentwicklung in Hienghène | Bevölkerungsentwicklung in Hienghène | Bevölkerungsentwicklung in Hienghène | Bevölkerungsentwicklung in Hienghène | Bevölkerungsentwicklung in Hienghène | Bevölkerungsentwicklung in Hienghène | Bevölkerungsentwicklung in Hienghène | Bevölkerungsentwicklung in Hienghène | Bevölkerungsentwicklung in Hienghène | Bevölkerungsentwicklung in Hienghène |
| ------------------------------------ | ------------------------------------ | ------------------------------------ | ------------------------------------ | ------------------------------------ | ------------------------------------ | ------------------------------------ | ------------------------------------ | ------------------------------------ | ------------------------------------ | ------------------------------------ | ------------------------------------ |
| Einwohner                            | 1940                                 | 2109                                 | 1846                                 | 1932                                 | 1729                                 | 2122                                 | 2208                                 | 2627                                 | 2399                                 | 2483                                 | 2454                                 |
| Jahr                                 | 1956                                 | 1963                                 | 1969                                 | 1976                                 | 1983                                 | 1989                                 | 1996                                 | 2004                                 | 2009                                 | 2014                                 | 2019                                 |

## Galerie

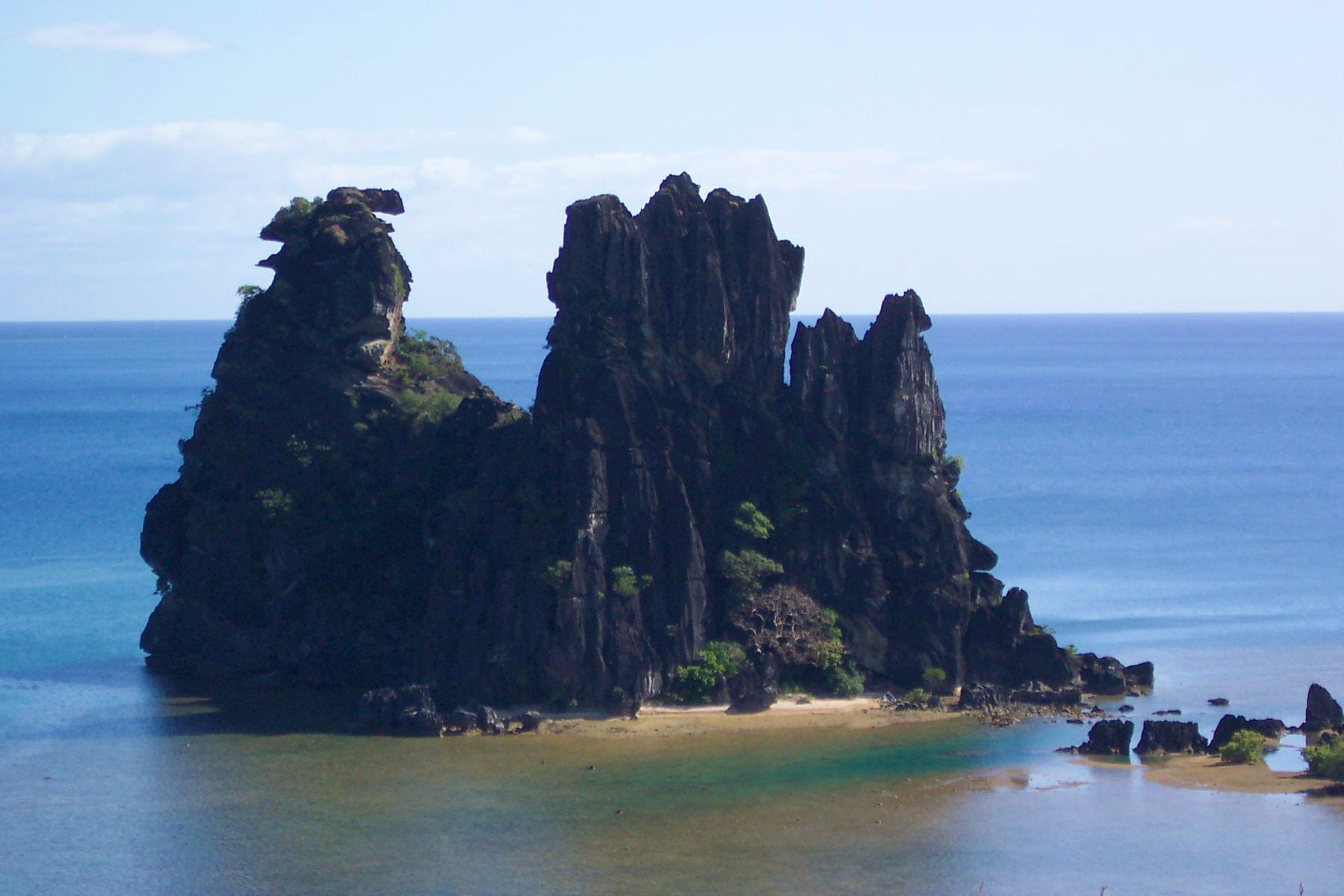
Felsformation La Poule (die Henne)
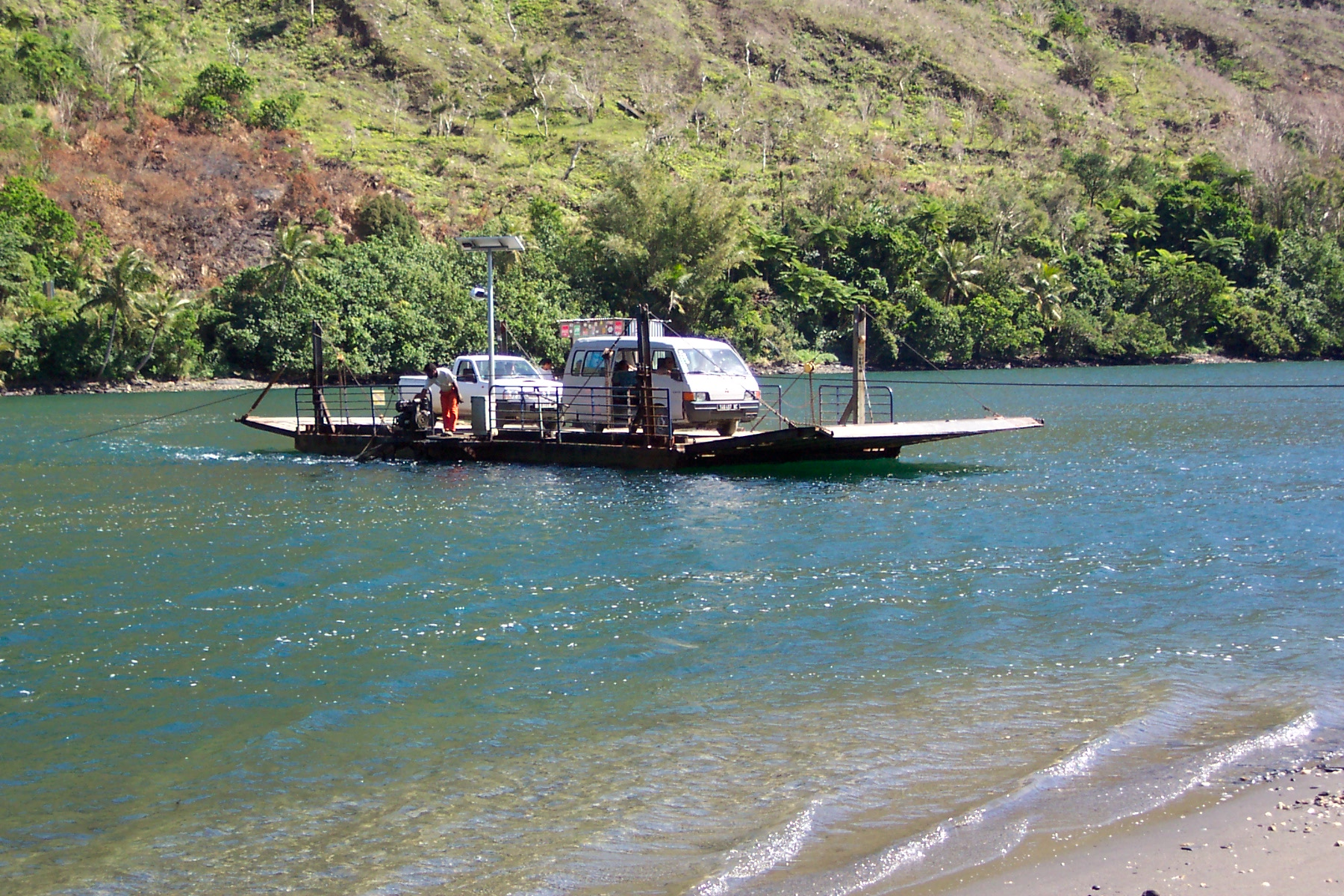
Flussfähre in Hienghène
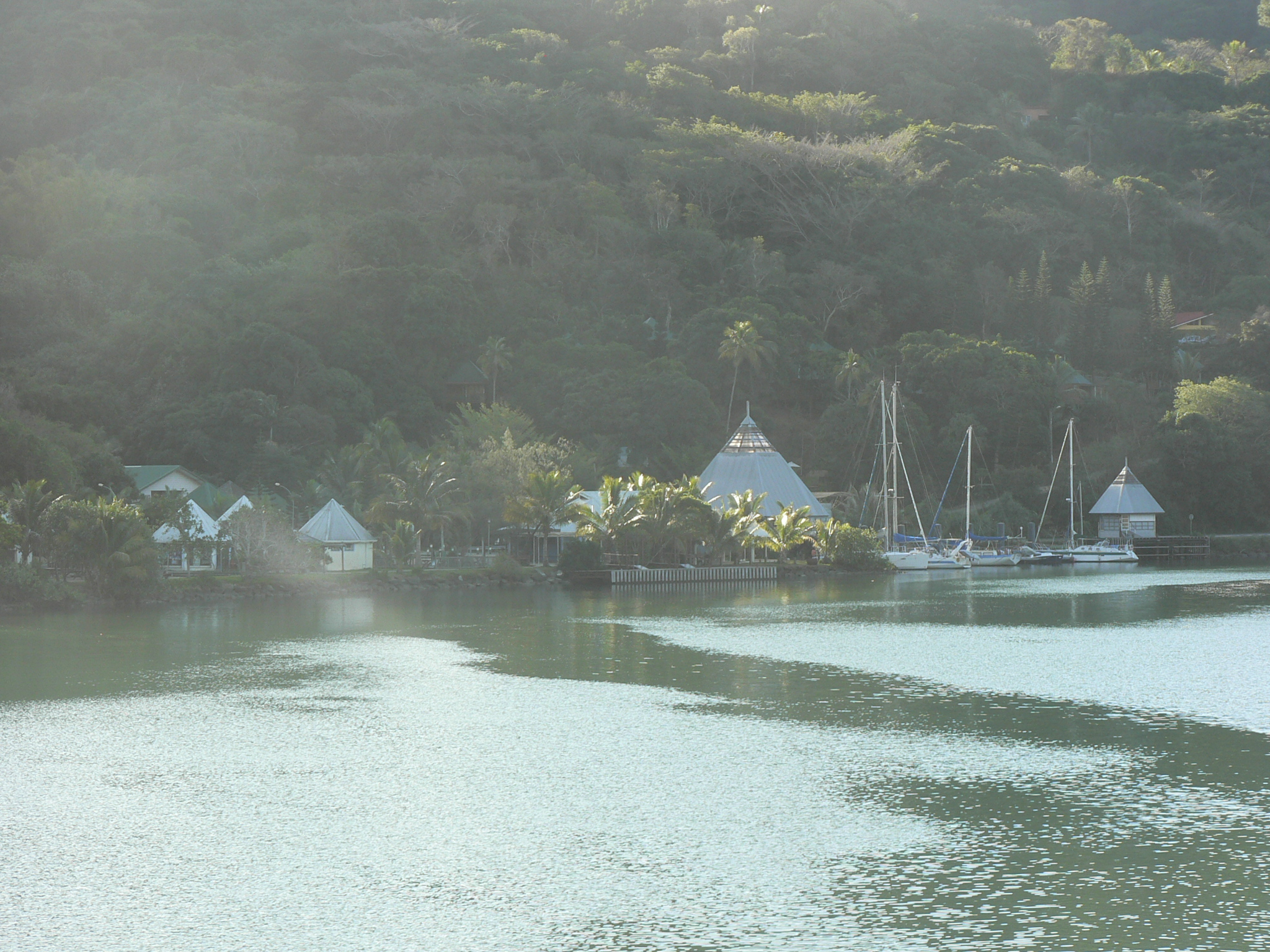
Das Dorf Hienghène
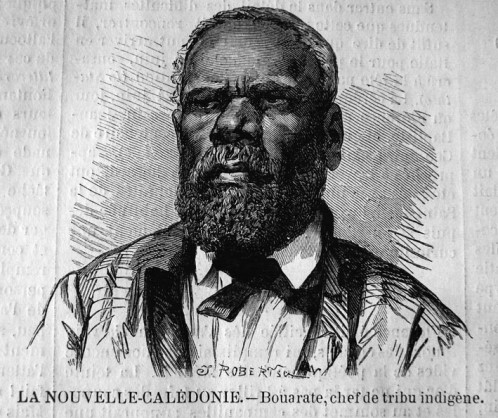
Häuptling Bouarate (1871)

## Persönlichkeiten
- Jean-Marie Tjibaou (1936–1989), Politiker
- Bertrand Kaï (* 1983), Fußballspieler
- Roy Kayara (* 1990), Fußballspieler